# انتاریو (حوزه سرشماری)، نیویورک
انتاریو (به انگلیسی: Ontario) یک منطقهٔ مسکونی در ایالات متحده آمریکا است که در نیویورک (ابهام‌زدایی) واقع شده‌است. انتاریو ۹٫۸ کیلومتر مربع مساحت و ۲٬۱۶۰ نفر جمعیت دارد و ۱۳۴ متر بالاتر از سطح دریا واقع شده‌است.